# Charles Weissmann
Charles Weissmann (Budapeste, 14 de outubro de 1931) é um biologista molecular suiço.

## Publicações
Weissmann publicou mais de 275 artigos em periódicos. E também:
- Die Bedeutung der Transaminasen für die interne Diagnostik. Dissertation, Schwabe, Zürich, Basel 1957
- Strychanon, ein Abbauprodukt des Strychnins und dessen Beziehung zu den Calebassen-Alkaloiden. Dissertation, Zürich 1961
- Genetische Manipulation. Errungenschaften und Aussichten. Naturforschende Gesellschaft, Zürich 1978

## Condecorações
- 1970 Prêmio Marcel Benoist
- 1980 Medalha Otto Warburg
- 1988 Prêmio Ernst Jung
- 1993 Medalha Gabor
- 1995 Medalha Robert Koch
- 1996 Prêmio Charles-Leopold Mayer
- 1996 Prêmio GlaxoSmithKline
- 1997 Prêmio Zülch
- 1997 Medalha Max Delbrück
- 1998 Pour le Mérite
- 1997 Medalha Wilhelm Exner
- 2014 Medalha de Ouro Ernst Jung de Medicina